# Résolution 2374 du Conseil de sécurité des Nations unies
Membres permanents
- Chine
- États-Unis
- France
- Royaume-Uni
- Russie

Membres non permanents
- Bolivie
- Égypte
- Éthiopie
- Italie
- Japon
- Kazakhstan
- Sénégal
- Suède
- Ukraine
- Uruguay

Résolution no 2373 Résolution no 2375
La résolution 2374 du Conseil de sécurité des Nations Unies, adoptée à l'unanimité le 5 septembre 2017, impose un régime de sanctions contre ceux qui entravent la mise en œuvre de l'accord de paix au Mali. La résolution a été présentée par la France, et crée également un Comité des sanctions pour surveiller leur mise en œuvre.

## Contexte
Depuis les années 1990, les Touaregs du nord du Mali disposent d'une certaine autonomie. Ils tentaient depuis un certain temps de séparer leur région dite de l'Azawad du Mali, mais des combats en 2006 ont conduit à un accord avec le gouvernement. Après la guerre civile libyenne de 2011, nombre de ceux qui avaient combattu pour Kadhafi sont rentrés au Mali lourdement armés. Ils entamèrent une campagne de conquête pour prendre le nord du pays par la force des armes. Le gouvernement et l'armée n'ont pas pu les contrôler et après des mois d'insatisfaction concernant le commandement et l'équipement, les soldats ont organisé un coup d'État en 2012, qui a également renversé le président Amadou Toumani Touré. Ils ont mis en place un comité pour la restauration de la démocratie, mais ont cédé le pouvoir à un régime de transition dirigé par le président du Parlement après des négociations avec la Communauté économique des États de l'Afrique de l'Ouest (CÉDÉAO).

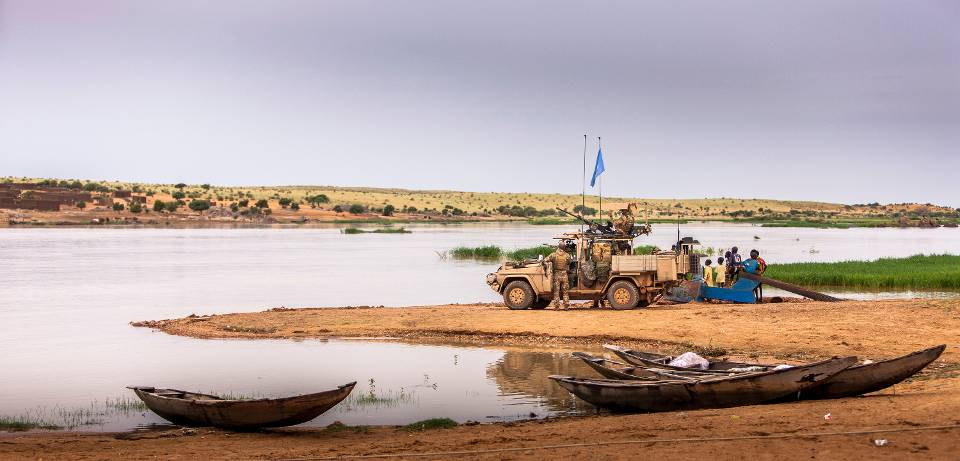
Des soldats de la paix néerlandais au Mali en septembre 2014.

En janvier 2013, les rebelles islamiques ont lancé une nouvelle offensive dans le sud. Les forces terrestres françaises appuyées par des troupes de plusieurs pays africains lancent une contre-offensive, les repoussant vers le nord. En avril 2013, la résolution 2100 a décidé d’envoyer une force de maintien de la paix de l’ONU dans le pays.
En 2015, le gouvernement et les alliances rebelles Plateforme d'Alger et Coordination des mouvements de l'Azawad ont signé un Accord de paix et de réconciliation, qui comprenait un cessez-le-feu. Cependant, sa mise en œuvre a été retardée pendant des années, notamment dans les domaines de la défense, de la sécurité et de la réforme de l’armée. En conséquence, le nord du Mali est resté dans un état d’insécurité et privé de services publics, tandis que les groupes terroristes se sont propagés dans le centre et le sud du Mali. Ils ont attaqué, entre autres, les casques bleus de la force de maintien de la paix MINUSMA, à tel point qu'elle est devenue l'opération de maintien de la paix la plus meurtrière de l'ONU.

## Vote
Le représentant français, François Delattre, a qualifié l'accord de paix malien de crucial pour la sécurité dans toute la région du Sahel. La France a vu les sanctions comme un moyen d’encourager la réalisation de l'accord.
Son homologue russe a déclaré que les sanctions pourraient également compliquer les négociations. Il a également souligné que l'intervention en Libye (des pays de l'OTAN) était à l'origine de l'insécurité au Mali. La Russie s’était auparavant opposée à l’imposition de sanctions, car il était probable que l’accord de paix échouerait si l’une des parties demandait des sanctions contre l’autre.
L'Éthiopie a également fait part de ses réticences, mais a finalement voté en faveur de la résolution.

## Résolution
Le Conseil de sécurité a condamné les violations répétées du cessez-le-feu par les groupes rebelles dans les régions de Kidal et de Ménaka. Il salue les efforts qui ont été faits pour reprendre le dialogue et le cessez-le-feu signé le 23 août 2017.

### Mesures de sanctions
L’accord de paix de 2015 prévoyait que le Conseil de sécurité de l’ONU surveillerait sa mise en œuvre et, si nécessaire, prendrait des mesures contre quiconque y ferait obstacle. La résolution 2364 stipulait déjà que des sanctions étaient envisagées contre ceux qui violaient le cessez-le-feu ou attaquaient les forces de maintien de la paix et les travailleurs humanitaires de la MINUSMA. Le 9 août 2017, le gouvernement malien a annoncé que l’accord de paix était menacé, notamment dans la région de Kidal, et a demandé la création d’un régime de sanctions.
Les mesures décidées par la Conseil sont un gel des avoirs et des interdictions de voyager, pour une durée d'une année à compter de l'adoption de la résolution. Elles sont destinées aux seuls États membres de l'ONU.

### Comité des sanctions et groupe d'experts
Un Comité des sanctions a été créé, composé des quinze membres du Conseil de sécurité. Le Comité a été chargé d'établir une liste d'individus qui entravent la mise en œuvre de l'accord de paix, s'en prennent au personnel de l'ONU, au personnel militaire du G5 Sahel, au personnel militaire de l'UE ou au personnel militaire français, font passer de la drogue ou des êtres humains en contrebande, ou entravent l'acheminement de l'aide d'urgence.
Le Comité assisté d’un Groupe d’experts composé de cinq membres, qui disposait d’un mandat de treize mois. En plus d’établir la liste, ils devaient également surveiller la mise en œuvre des sanctions et en rendre compte.

## Voir également
- Guerre du Mali
- Sanctions internationales
- Liste des résolutions du Conseil de sécurité des Nations unies sur le Mali